# Blood (journal)
Pour les articles homonymes, voir Blood.
Blood est une revue scientifique américaine publiée en anglais, spécialisée en hématologie et immunologie et éditée depuis 1946 par l'American Society of Hematology.
C'est la revue spécialisée en hématologie la plus importante après Nature Immunology. Son facteur d'impact en 2014 est de 10,452.